# Jacques Gaittet
Jacques Gaittet (Párizs, 1889. augusztus 15. – Párizs, 1936. február 7.) francia jégkorongozó, olimpikon.
Az olimpián az 1920-as nyárin vett részt a francia jégkorongcsapatban. A torna rendezésének mai szemmel több furcsasága is volt. A franciák egyből az elődöntőbe kerültek, ahol kikaptak a svédektől 4–0-ra, így nekik egy mérkőzés után véget is írt az olimpia. Helyezés nélkül a belgákkal együtt utolsóként zárták a tornát.